# LouisLouise
LouisLouise is een Vlaamse telenovela die gebaseerd is op het Argentijnse Lalola en van 24 september 2008 tot 25 juni 2009 werd uitgezonden op VTM. Het is de opvolger van de reeks Sara.
Vanaf 3 september 2012 wordt de telenovelle opnieuw uitgezonden op VTM.

## Verhaal
Louis (Axel Daeseleire) is een onverbeterlijke macho en hoofdredacteur van het mannenblad Don. Hij waant zich de baas over het universum, en daar horen vrouwen ook bij. Op een dag loopt hij Eva (Véronique Leysen) tegen het lijf. Hij praat haar het bed in, dumpt haar en gaat verder met zijn leven. Eva kan daar absoluut niet mee omgaan en gaat te rade bij haar beste vriendin, Babs (Lotte Mariën).
Een van hen spreekt een occulte vloek over hem uit, zich er niet van bewust dat die avond een bijzondere kosmische constellatie van planeten plaatsvindt. Die nacht wordt Louis getransformeerd in een vrouw. Bij het wakker worden, raakt hij in paniek. Zijn huisgenoot en beste vriendin Charlotte De Wilde (Ianka Fleerackers) krijgt hem zover toch naar de redactie te gaan, als Louise, de nicht van Louis, en zo de uiterst belangrijke presentatie voor de investeerders van Uitgeverij Hercules, het bedrijf achter zijn tijdschrift Don, in goede banen te leiden.
Wanneer grote baas Vic Mutsaerts (Rudy Morren) naar Louis belt, krijgt hij tot zijn verbazing Charlotte aan de lijn. Ze verzint snel dat Louis halsoverkop naar zijn zieke vader in Canada is vertrokken en dat zijn nicht en vertrouwenspersoon Louise de vergadering zal leiden.
Louis zal voortaan als vrouw door het leven moeten gaan. Louise (Hilde De Baerdemaeker) blijkt een mooie vrouw en ondervindt hoe het is om als moderne vrouw in de maatschappij haar mannetje te moeten staan. Louis ondervindt dat Louise niet vaak au sérieux wordt genomen en weet niet wat hem/haar overkomt. Charlotte leidt Louise in in de wereld van de vrouw, maar dat blijkt makkelijker gezegd dan gedaan. Op hakken lopen, vrouwelijk doen en haar machoprincipes opzij schuiven, blijkt onbegonnen werk. Met vallen en opstaan leert ze de nadelen van het vrouw zijn kennen, maar ook de voordelen. Tot ze uiteindelijk voor een verscheurende keuze komt te staan: blijft ze Louise of wordt ze terug Louis? Een zeer moeilijke keuze, want Louise is intussen verliefd geworden op een man.
Iedereen was onder de indruk van Louises prestatie, vooral artdirector Thomas (Roel Vanderstukken). Hij blijkt haar wel te zien zitten, maar als echte macho walgt Louise natuurlijk van dat idee. Opdringerige mannen pakt ze dan ook op haar eigen hardhandige en 'mannelijke' manier aan. Intussen bespreekt Vic het plotselinge vertrek van Louis met het personeel. Iedereen is van mening dat Louise dé persoon is die Louis moet vervangen, behalve Bruno Sels (Werner De Smedt), beste vriend van Louis die nu op zijn positie aast. Als rechterhand van Louis vindt hij dat hij de best geplaatste persoon is om de job in te vullen. Hij is er dan ook van overtuigd dat, mits een 'beetje' geslijm bij zijn collega's, ze voor hem zullen kiezen. In dat geval zouden er herstructureringen plaatsvinden, en zo begint stilaan iedereen te dromen van promotie.
De rest van de redactie bestaat uit Kaat Coucke (An Vanderstighelen), een vrouw die aan een minderwaardigheidscomplex lijdt en er alles aan doet om het gebrek aan mannelijke aandacht te compenseren, Patrick Maes (Steve Geerts), een nogal onzekere jongen die voortdurend de vrouwen probeert te versieren maar vaak het deksel op de neus krijgt en daarbij door hen als een macho gezien wordt. De knappe Anouk Van Hove (Bieke Ilegems) is dan weer de hulp van Bruno om Louise buiten te pesten. Verder wordt hij geholpen door Nathalie Mutsaerts (Eline De Munck), de mooie dochter van baas Vic die Kaats positie wil overnemen maar vooral achter Thomas aanzit, en de nieuwe loopjongen Nico Messiaen (Matteo Simoni), een vrije vogel die verdacht wordt van diefstal.
Tot slot is er de sympathieke receptioniste/secretaresse/koffiemeid Jana Pattyn (Kim Hertogs) en Claudia Beel (Elke Dom), eigenares van uitgeverij Hercules en hoofdaandeelhouder van Don. Haar man Vic is de manager van Don en wordt dus op alle vlakken in hun relatie gedomineerd. Theo Vynckier (Manou Kersting) is een Nederlandse investeerder die zich te pas en te onpas met de gang van zaken komt bezighouden bij de redactie van het mannenblad.
Charlotte, de jeugdvriendin en huisgenote van Louis, is radiopresentatrice van Hart op de tong, een programma op Radio Bavo, dat eigendom is van haar ex-vriend Maarten Stevens (Herbert Bruynseels), die nog steeds jacht maakt op haar, alsof ze zijn bezit is. Een andere collega is Jasper De Roeck (Ward Kerremans), beter bekend als ‘DJ Elvis’, een mysterieuze jongen die Charlotte graag helpt en er verder geen vragen over stelt.

## Rolverdeling
| Acteur                | Personage               | Job                                    | Extra |
| Hilde De Baerdemaeker | Louise De Roover        | Hoofdredactrice                        | Man in vrouwenlichaam (Inge Hermans) Verliefd op Thomas Einde: Ze trouwt met Thomas en heeft samen met hem een kindje gekregen.                                     |
| Roel Vanderstukken    | Thomas Lesaffer         | Artdirector                            | Verliefd op Louise Vader van Femke Einde: Hij trouwt met Louise en heeft een kindje met haar gekregen.                                                              |
| Ianka Fleerackers     | Charlotte De Wilde      | Radiopresentatrice                     | Ex-vriendin Maarten Verliefd op Vic (ex-lief) Verliefd op Jeroen (Louis' lichaam) Einde: Ze verlooft zich met Jeroen en raakt zwanger van hem                       |
| Rudy Morren           | Vic Mutsaerts           | General Manager                        | Ex van Claudia Ex-lief van Charlotte Vader van Natalie Einde: Hij komt terug samen met Claudia en ze gaan samen rentenieren                                         |
| Werner De Smedt       | Bruno Sels              | Human Resources Manager                | Heeft een Louise-fobie Einde: Hij wordt opgesloten in een psychiatrische instelling                                                                                 |
| Eline De Munck        | Natalie Mutsaerts       | Redactie-Assistente                    | Dochter van Theo en Claudia Verliefd op Thomas Einde: Ze transformeert na een onbewuste vloek van Claudia in een kikker en gaat sindsdien door het leven als Kikker |
| Bieke Ilegems         | Anouk Van Hove          | Sales Manager                          | Heeft knipperlichtrelatie met Bruno Einde: Ze krijgt een vriendje en wordt General Manager van Hercules                                                             |
| Elke Dom              | Claudia Mutsaerts-Beel  | Eigenares Uitgeverij                   | ex van Vic Moeder van Natalie Einde: Ze komt terug samen met Vic en ze gaan samen rentenieren                                                                       |
| An Vanderstighelen    | Kaat Coucke             | Redactrice Mode & Showbizz             | Verloofd met Patrick Einde: Ze verwacht samen met Patrick een kind                                                                                                  |
| Steve Geerts          | Patrick Maes            | Redacteur Lifestyle & Sport            | Verloofd met Kaat Einde: Hij wordt voetbaltrainer bij de jeugd van AA GENT en verwacht een kind met Kaat                                                            |
| Matteo Simoni         | Nico Messiaen           | Koerier                                | Verliefd op Jana (ex-lief) Einde: Hij komt terug samen met Jana en maakt samen met hem een Belspelprogramma.                                                        |
| Ward Kerremans        | Jasper 'Elvis' De Roeck | Radio-Technicus                        | DJ Elvis Verliefd op Jana (ex-lief) Einde: Hij ontmoet het meisje van zijn dromen, een vrouwelijke computernerd                                                     |
| Kim Hertogs           | Jana Pattyn             | Administration Manager / Receptioniste | Verliefd op Nico (ex-lief) Verliefd op Elvis (ex-lief) Einde: Ze komt terug samen met Nico en wordt belspelpresentatrice                                            |
| Manou Kersting        | Theo Vynckier           | Investeerder / Hoofd van High Five     | Ex-minnaar van Claudia Biologische vader van Natalie Einde: Hij verliest al zijn macht bij Hercules en keert terug naar Nederland                                   |
| Herbert Bruynseels    | Maarten Stevens         | Nethoofd Radio Bavo                    | Ex-vriend Charlotte Einde: hij vertrekt naar het buitenland nadat hij een aanbod heeft gekregen om daar mindfulness te aan geven.                                   |
| Evi Vermandere        | Femke Lesaffer          | schoolgaand                            | Dochter van Thomas en Sofie Einde: wordt grote zus van Louise en Thomas hun eerste kindje.                                                                          |
| Janne Desmet          | Iris                    | Huishoudster                           | Werkt bij Thomas |
| Axel Daeseleire       | Louis De Roover/Jeroen  | (Oud-)hoofdredacteur                   | Louis: verandert in Louise Jeroen: Inge in lichaam Louis Verliefd op Charlotte Einde: Hij verlooft zich met Charlotte en verwacht een kind met haar                 |

### Gastpersonages
| Acteur                | Personage           | Job                                    | Extra                                          | Einde                                                                                                   |
| Véronique Leysen      | Eva                 | Model                                  | One-night stand Louis                          | 1: Vertrekt na de transformatie op wereldreis. 2: Vertrekt terug omdat ze niks voor Louise kon doen.    |
| Lotte Mariën          | Babs                | Waarzegster                            | Hartsvriendin Eva                              | Nadat ze Bruno de deur heeft gewezen uit beeld verdwenen.                                               |
| Bram Kwekkeboom       | Harold Verheyen     | (ex-)Hoofd investeerdersgroep          | Biseksueel; Overleden op het eind van de reeks | 1: Vertrekt terug naar Amsterdam 2: Overleden                                                           |
| Francesca Vanthielen  | Sonja               | Human Resources Manager (High Five)    | Verliefd op Louise                             | Vertrekt terug naar Nederland omdat haar werk erop zit en Louise haar liefde niet beantwoord.           |
| Veerle Dobbelaere     | Monica Claeys       | (Directie)secretaresse                 | Spionne van Claudia                            | Verdwijnt uit beeld na haar ontslag                                                                     |
| Han Coucke            | Mattias             | Regisseur                              | (Ex-)lief van Nathalie                         | Hij aanvaardt zijn kind met Nathalie niet en vertrekt                                                   |
| Priske Dehandschutter | Isabel              | Poetsvrouw                             | Spionne van Bruno                              | Wordt op staande voet ontslagen door Charlotte nadat ze haar spionage ontdekt had                       |
| George Arrendell      | Gigi                | Model voor o.a. DON                    | Homoseksueel                                   | Vertrokken na zijn avond met Harold.                                                                    |
| Anne Denolf           | Sofie Maertens      | /                                      | Ex van Thomas, moeder van Femke                | Terug naar psychiatrische instelling nadat ze Femke en haarzelf probeerden te vermoorden.               |
| Tineke Caels          | Liesje Verdonck     | Secretaresse                           |                                                | 1: Ontslagen door Kaat 2: Verdwijnt uit beeld nadat ze door Louise gebruikt werd om Bruno in te palmen. |
| Ben Segers            | Sven Calmijn        | Directeur schoonmaakbedrijf SupraClean | Verloofde van Inge (lichaam Louise)            | Verdwijnt uit beeld omdat Louise niks met hem meer te maken wil hebben.                                 |
| Anke Helsen           | Gina Van Maele      | Poetsvrouw                             | Moeder van Inge (lichaam Louise)               | Verdwijnt uit beeld heeft nog contact met Louise via telefoon.                                          |
| Sofie Truyen          | Maaike Vankerckhove | Model                                  |                                                | Verdwijnt uit beeld nadat ze haar klacht tegen Thomas heeft ingetrokken.                                |
| Julie Borgmans        | Elke Vandermeersch  | /                                      | Dochter van Vandermeersch (baas van Mensworld) | Vertrekt nadat haar relatie met Nico is stukgegaan.                                                     |
| Ludo Hellinx          | Jozef Coucke        | /                                      | Vader van Kaat                                 | Verdwijnt uit beeld nadat hij zijn zege heeft geven voor de trouw van Kaat en Patrick                   |
| Marijke Pinoy         | Mia Coucke          | /                                      | Moeder van Kaat                                | Verdwijnt uit beeld nadat zij haar zege heeft geven voor de trouw van Kaat en Patrick                   |

## Prijzen
| Prijs                     | Jaar | Categorie                | Genomineerden         | Resultaat   |
| ------------------------- | ---- | ------------------------ | --------------------- | ----------- |
| Vlaamse Televisie Sterren | 2009 | Beste Actrice            | Hilde De Baerdemaeker | Gewonnen    |
| Telenet Kids Awards       | 2009 | Beste Televisieprogramma | Louislouise           | Gewonnen    |
| Telenet Kids Awards       | 2009 | Griet van het jaar       | Hilde De Baerdemaeker | Genomineerd |
| Telenet Kids Awards       | 2009 | Spetter van het jaar     | Roel Vanderstukken    | Genomineerd |